# Teodor Buchholz

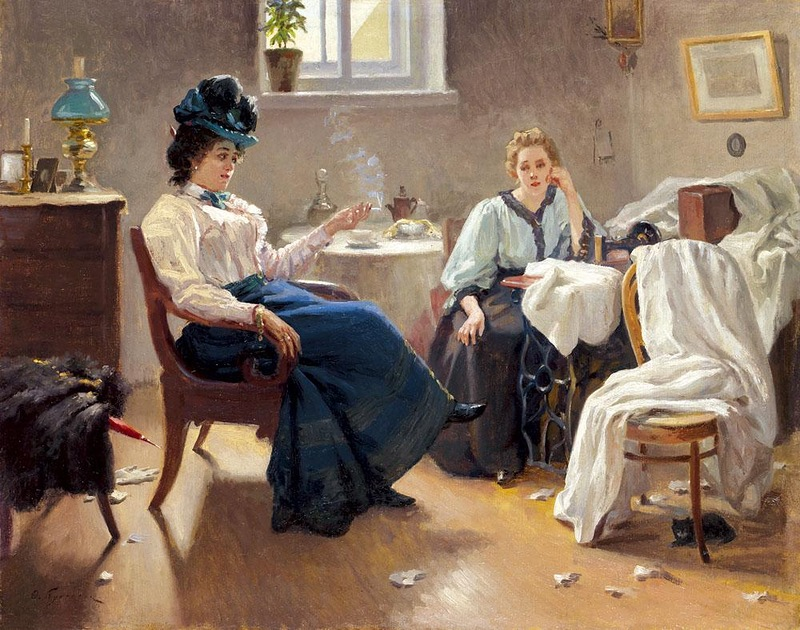
Przyjaciółki (1901)

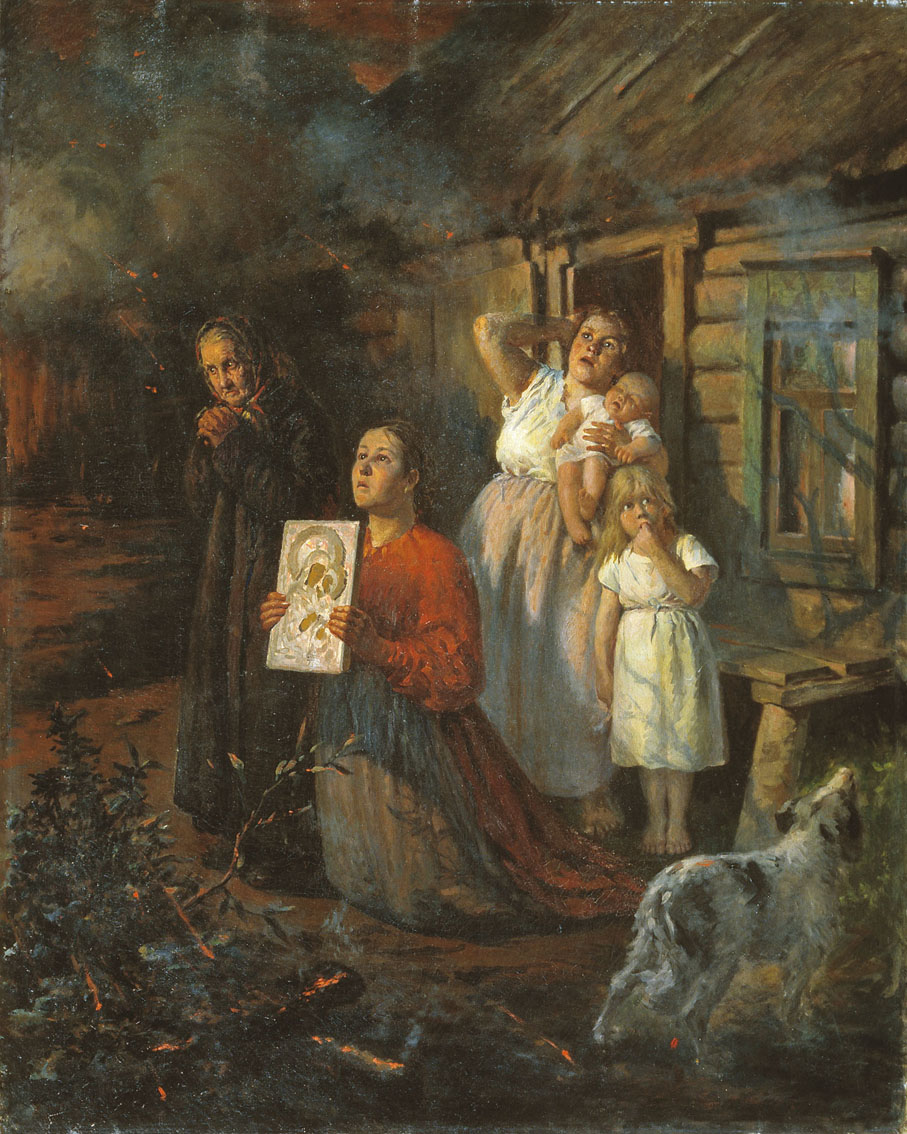
Pożar (1901)

Teodor Buchholz, ros. Федор Федорович Бухгольц (ur. 9 czerwca 1857 we Włocławku, zm. 7 maja 1942 w Leningradzie) – polski i rosyjski malarz związany z Petersburgiem.
Był synem właściciela drukarni we Włocławku Teodora Gustawa Buchholza i Eleonory z d. Fothke. Absolwent Cesarskiej Akademii Sztuk Pięknych w Petersburgu u P. Czistiakowa i W. Jacobiego (uczęszczał w latach 1878–1886), później długoletni wykładowca Szkoły Sztuk Pięknych w Petersburgu. Tworzył głównie sceny historyczne, pejzaże i rodzajowe, pod koniec XIX w. malował w stylu secesji. Swoje obrazy wystawiał przede wszystkim w Petersburgu, ale miał także wystawę w Zachęcie.
Obrazy:
- Bojar Morozow odkrywa miłość swej żony do księcia Srebrnego
- Pocałunek
- Gra w szachy
- Riepin przy pracy (Государственный Русский музей), 1900
- Iwan III rozdziera list od chana (Иван III разрывает ханскую грамоту (Свержение ига ханского в 1480 г.)) 1880[2])